# Украинская железнодорожная скоростная компания
Украинская железнодорожная скоростная компания (УЖСК) — государственное предприятие, занимается организацией эксплуатации и техническим обслуживанием скоростного подвижного состава отечественных и зарубежных производителей.

## История
Компания основана в соответствии с Приказом Министерства инфраструктуры Украины от 22 февраля 2012 № 116, а уже 27 мая 2012 года первые поезд категории InterCity+ подвижным составом производства Hyundai Rotem совершил первый коммерческий рейс из Киева в Донецк.
По состоянию на 1 февраля 2013 года было перевезено уже около 1,2 млн пассажиров.

## О компании
Основной деятельностью ГП «Украинской железнодорожной скоростной компании» является скоростные пассажирские железнодорожные перевозки.
Основные технические базы по обслуживанию подвижного состава находятся в Киеве (станция Дарница) и Харькове. В перспективе открытие технических служб по обслуживанию подвижного состава в пункте оборота — Львове.

## Маршруты
- Киев — Перемышль (через Святошин, Коростень, Подзамче, Львов)
- Киев — Перемышль (через Винницу, Хмельницкий, Тернополь, Львов)
- Киев — Константиновка
- Киев — Харьков (5 составов)
- Киев — Запорожье (1 пара)
- Киев — Покровск
- Киев — Кривой Рог
- Дарница, Киев — Львов
- Киев — Тернополь
- Киев — Ивано-Франковск
- Киев — Одесса
- Киев — Херсон (1 пара)
- Киев — Чернигов

## Подвижной состав
Скоростные двухсистемные электропоезда: девятивагонные HRCS2, ЭКр1, шестивагонные двухэтажные EJ 675 и дизель-поезда ДПКр2, ДПКр3.

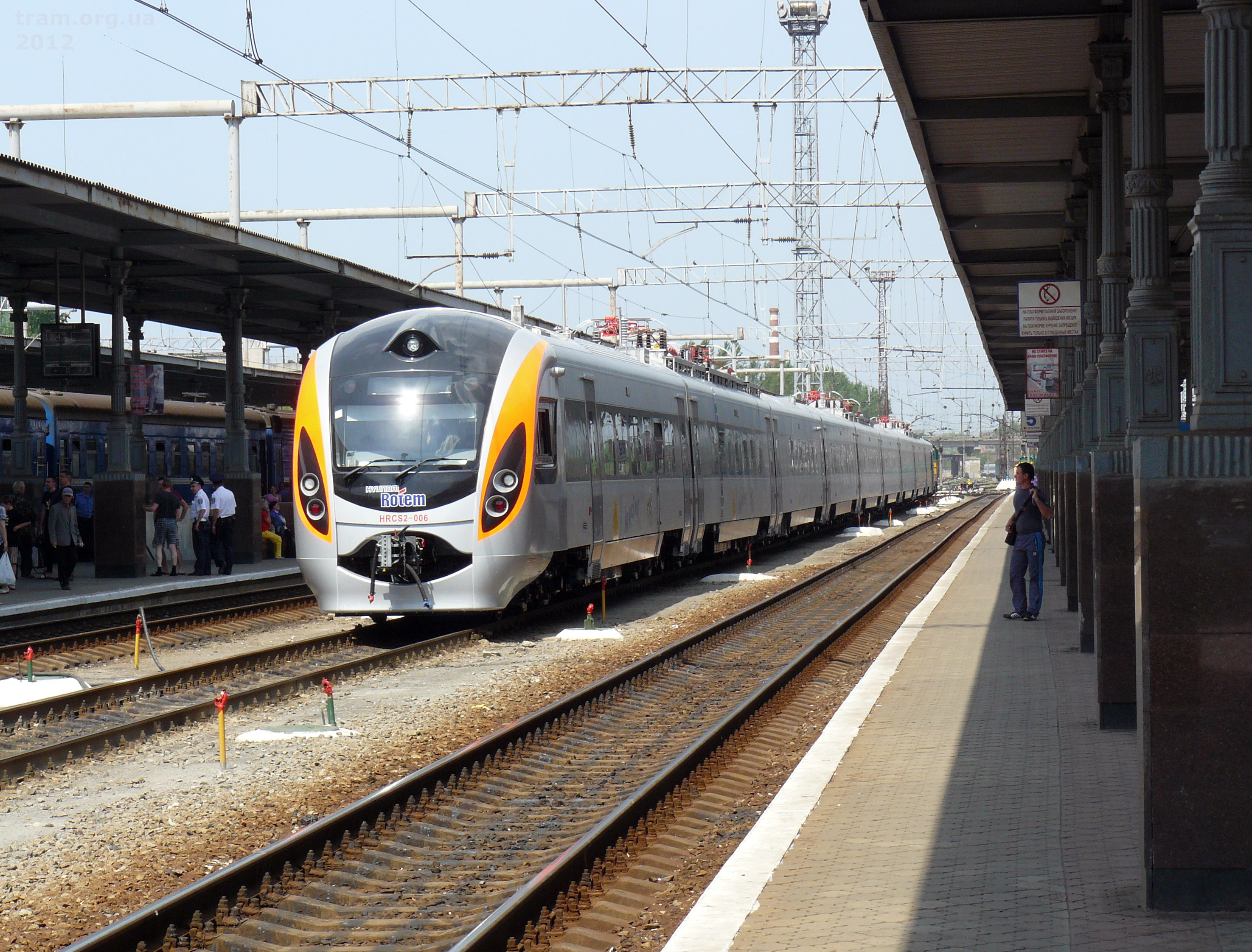
HRCS2
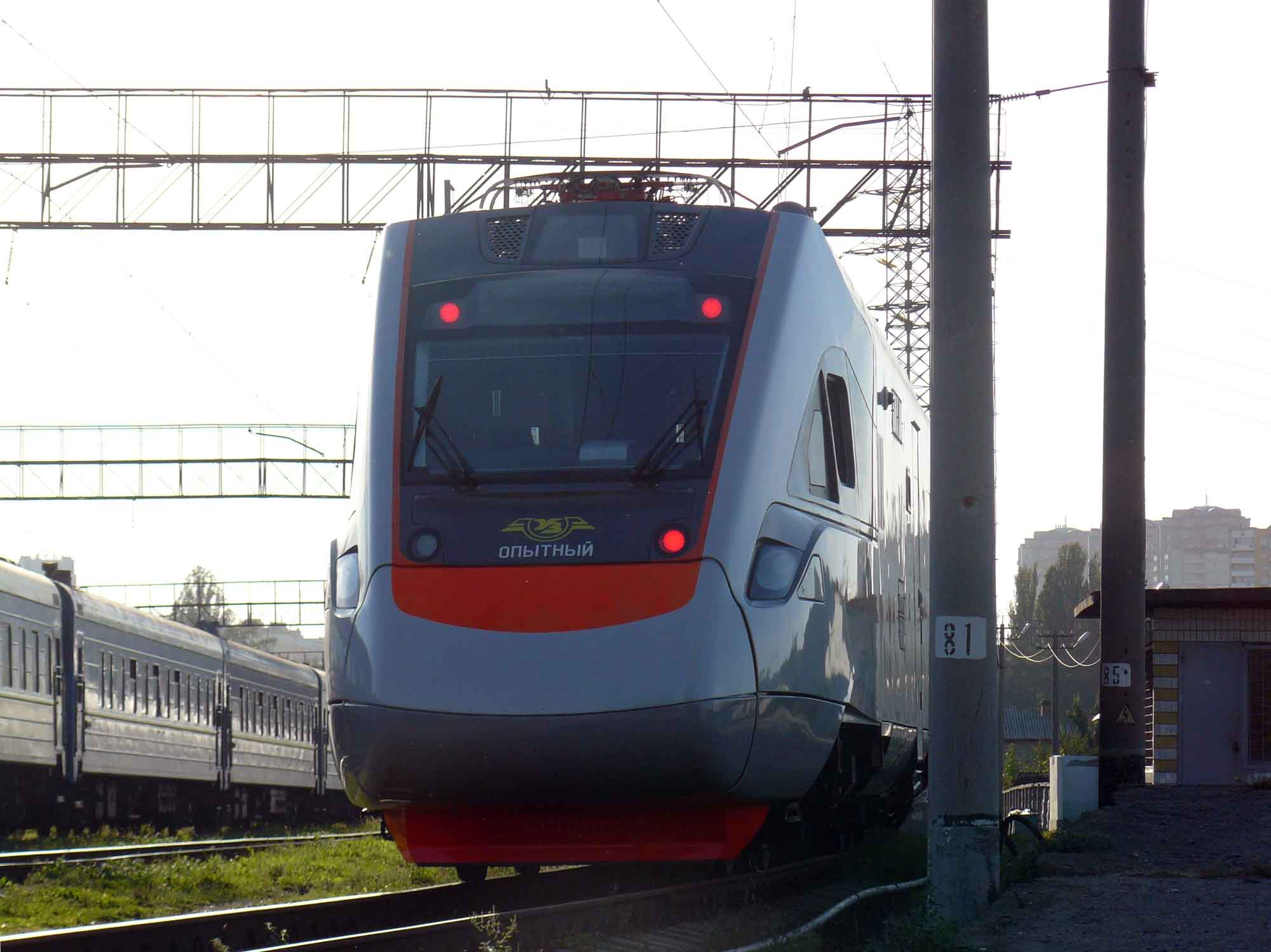
ЭКр1
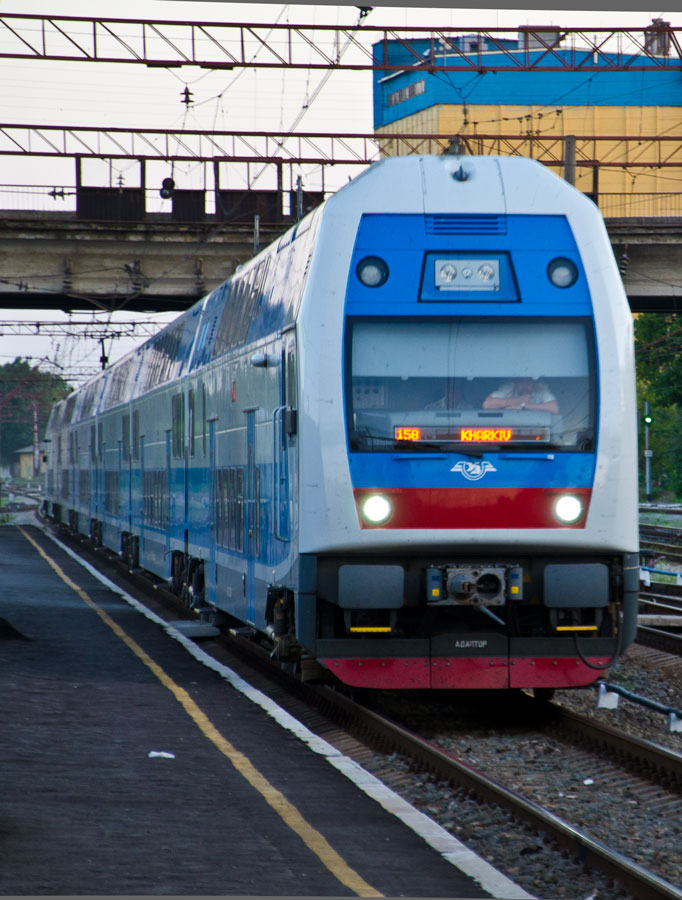
EJ 675